# Albert Sercu

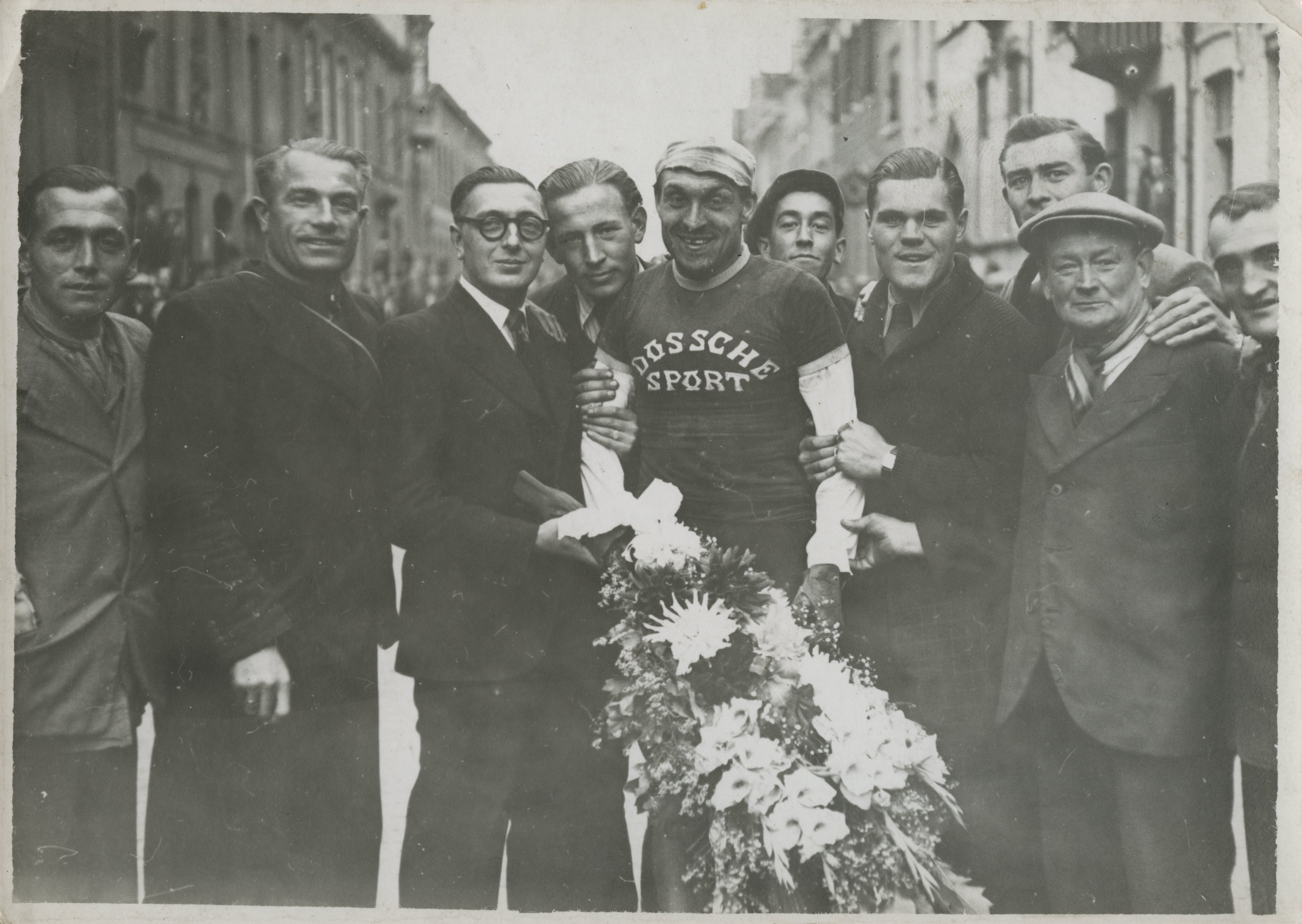
Albert Sercu als Sieger von Dwars door België (seit 2000 Dwars door Vlaanderen) (1947)

Albert Sercu (* 26. Januar 1918 in Bornem; † 24. August 1978 in Roeselare) war ein belgischer Radrennfahrer.
1939 gewann Albert Sercu die Flandern-Rundfahrt der Amateure und Lille–Brüssel–Lille. Anschließend wurde er Profi. In den folgenden Jahren erreichte er zahlreiche vordere Platzierungen Klassikern wie Paris–Roubaix, La Flèche Wallonne oder Mailand–Sanremo. 1942 wurde er belgischer Vizemeister im Straßenrennen. Sein erfolgreichstes Jahr war 1947, als er Dwars door Vlaanderen, den Nokere Koerse und Omloop Het Volk gewann und bei den Straßen-Weltmeisterschaften die Silbermedaille errang. Bei Paris–Tours 1947 wurde er Dritter. 1948 siegte er im Omloop der Vlaamse Gewesten. 1951 wurde er zudem Europameister im Zweier-Mannschaftsfahren, gemeinsam mit Valère Ollivier. 1952 beendete er seine aktive Radsport-Laufbahn.
Albert Sercu war der Vater des Radrennfahrers Patrick Sercu. In Roeselare ist eine Straße nach ihm benannt.